# Pull My Daisy
Pull My Daisy è una poesia di Allen Ginsberg, Jack Kerouac e Neal Cassady. Fu scritta alla fine degli anni quaranta in modo simile al gioco del "cadavere squisito" surrealista, con una persona che scriveva il primo verso, mentre l'altra scriveva il secondo e così via in sequenza.
La composizione ha fornito il titolo del film cortometraggio omonimo Pull My Daisy diretto da Robert Frank nel 1959, narrato dallo stesso Kerouac, ed interpretato da Ginsberg e Gregory Corso, artisti e attori della Beat Generation. Pull My Daisy è basato su un evento reale nella vita di Cassady. Il poema è anche presente in una composizione jazz di David Amram che appare in apertura del film. Il film è disponibile nell'archivio di UbuWeb.
Pull My Daisy venne pubblicato in Scattered Poems di Kerouac e nella raccolta Collected Poems di Ginsberg.